# Jaskinia Żarska Górna
Jaskinia Żarska Górna – jaskinia między południowymi krańcami wsi Żary i północnymi wsi Dubie w województwie małopolskim. Znajduje się w Wąwozie Żarskim w obrębie rezerwatu przyrody Dolina Racławki. Pod względem geograficznym jest to obszar Wyżyny Olkuskiej w obrębie Wyżyny Krakowsko-Częstochowskiej. 

## Położenie
W lesie zwanym Lasem Pisarskim na lewych zboczach środkowej części Wąwozu Żarskiego znajduje się grupa skał, a w nich Jaskinia Żarska, Jaskinia Żarska Górna oraz schroniska: Schronisko Żarskie Pierwsze, Schronisko Żarskie Drugie, Schronisko Żarskie Trzecie, Schronisko Żarskie Czwarte i Schronisko Żarskie Małe. Nad dnem wąwozu znajduje się Jaskinia bez Nazwy. Prowadzi do nich ścieżka edukacyjna.
Jaskinia Żarska Górna znajduje się w południowej części skał. Jej otwór jest widoczny ze ścieżki dydaktycznej. Tuż na południe od niej znajduje się Schronisko Żarskie Czwarte.

## Opis jaskini
Jaskinia ma dwa otwory. Przy otworze dolnym znajduje się zasypana studnia. Prowadzi od niego myty, lekko wznoszący się ciasny korytarz, który po kilku metrach zakręca pod kątem 180 stopni i wyprowadza do górnego otworu. Jest to jaskinia krasowa wytworzona w wapieniach skalistych z okresu jury późnej. Znajdują się w niej nacieki w postaci polew oraz drobnych kolumn i stalaktytów. Namulisko próchniczno-gliniasto-kamieniste. Przy dolnym otworze, oraz w odchodzącym od niego korytarzu występują rdzawe osady piaszczysto-żwirowe. Są to pozostałości po materiale, który w paleogenie wypełniał jaskinię, a w pliocenie został przez wodę wymyty. 
Jaskinia jest wilgotna, występuje w niej przepływ powietrza. W pobliżu otworów jest oświetlona światłem dziennym, na ścianach rosną mchy i glony, głębiej jest ciemno i brak roślin. Licznie występują pająki sieciarze jaskiniowe, kosarze, muchówki i motyle. Za dolnym otworem licznie występowały chitynowe pancerze żuków, spotkano też odchody borsuka.

## Historia poznania
Jaskinia znana była od dawna, ale po raz pierwszy opisali ją dopiero A. Górny i M. Szelerewicz w 2008 r. Ci sami, oraz A. Kurek i M. Pruc wykonali pomiary jaskini. W 2008 r. zaktualizował je A. Polonius.  W studni przy wejściu dolnym znaleziono ślady  świadczące o próbach jej eksploracji.

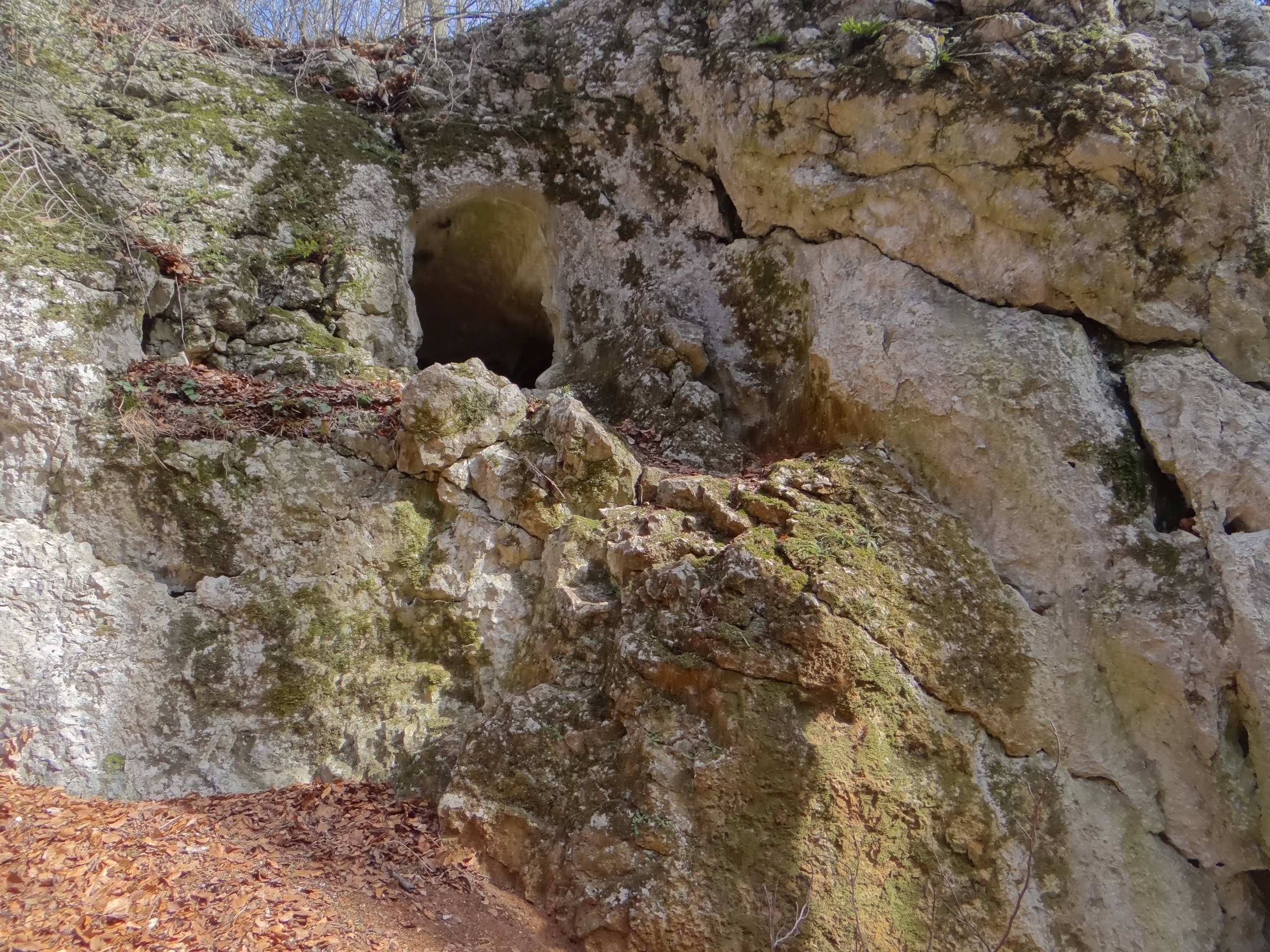
Dolny otwór
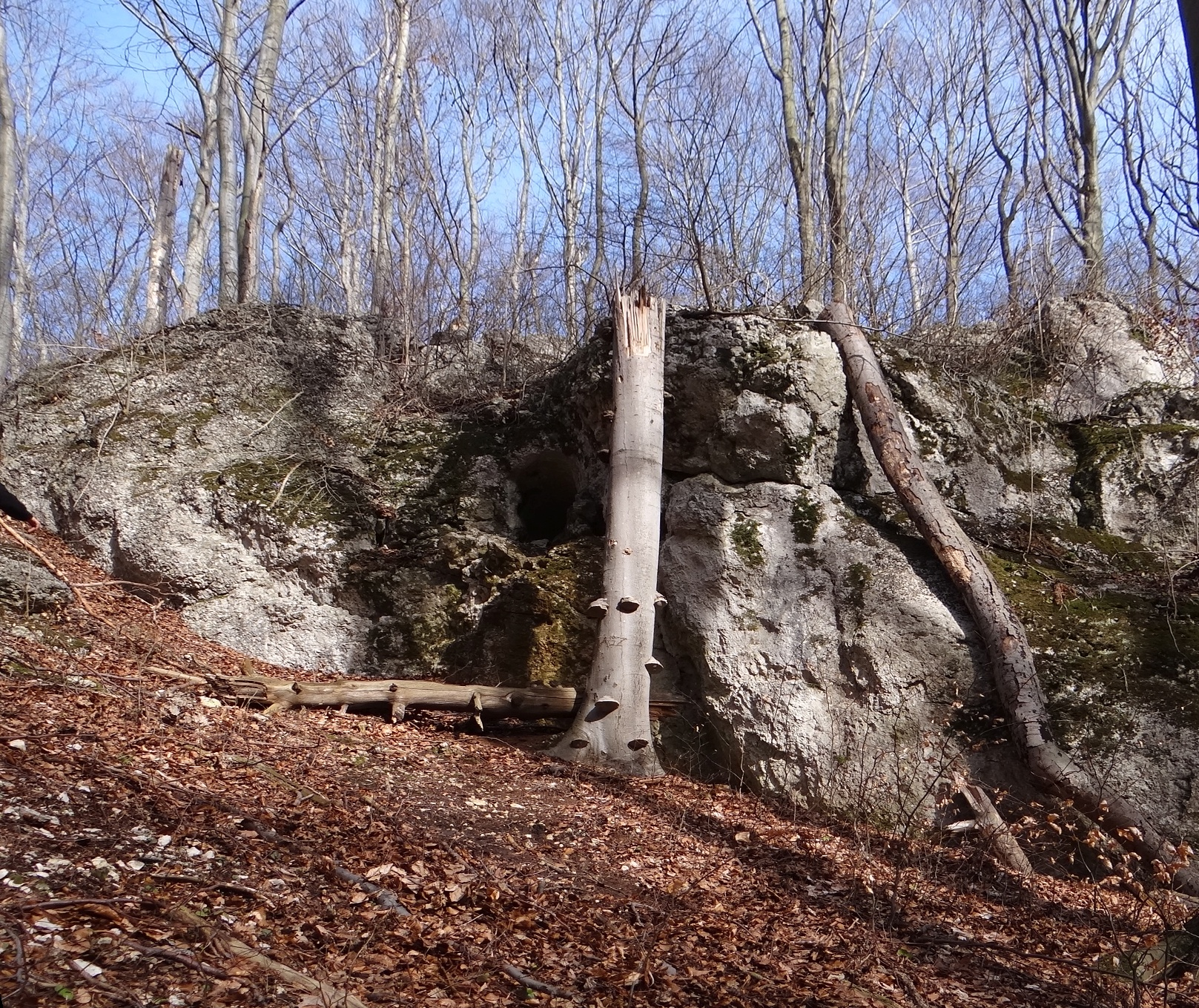
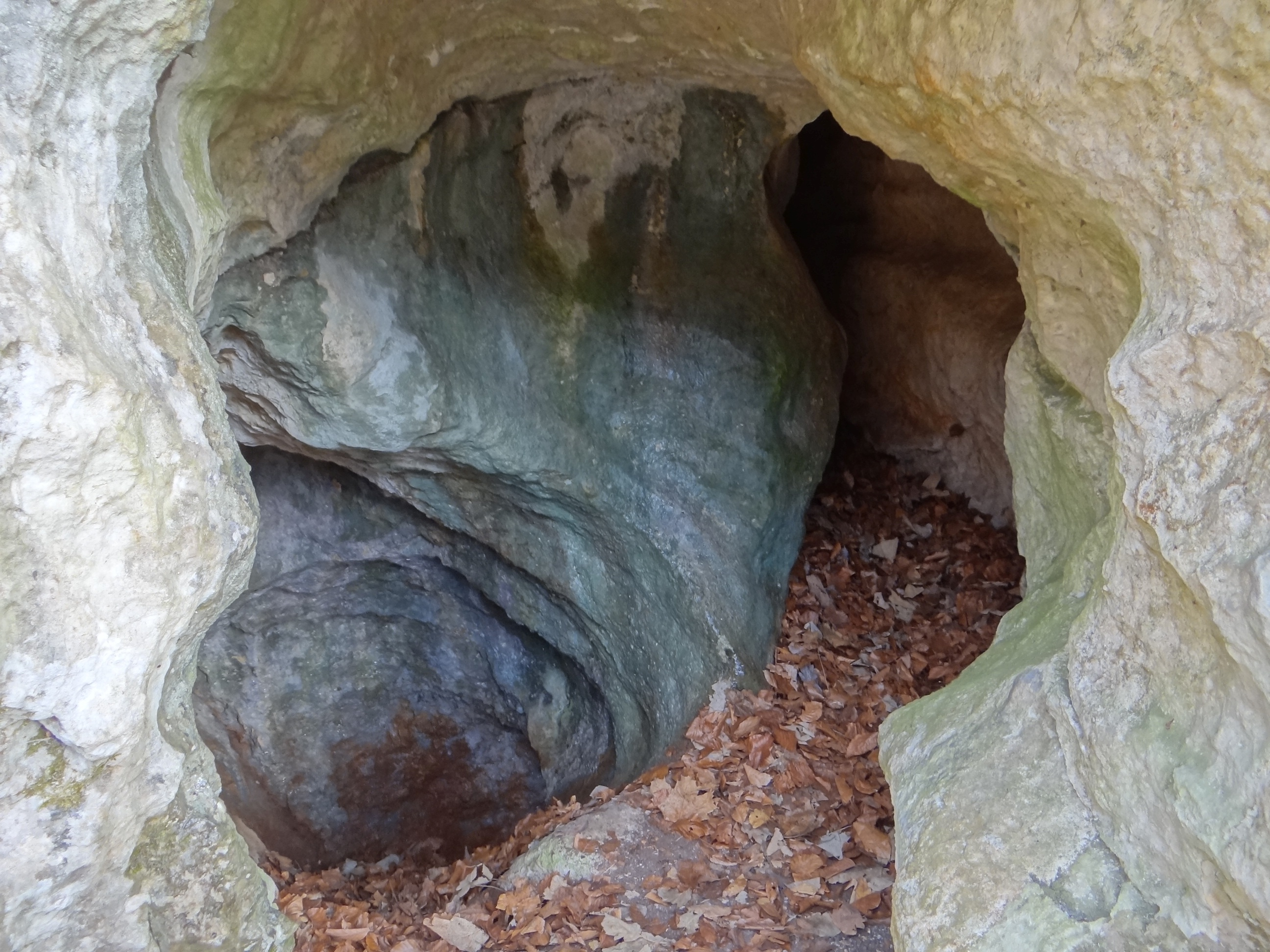
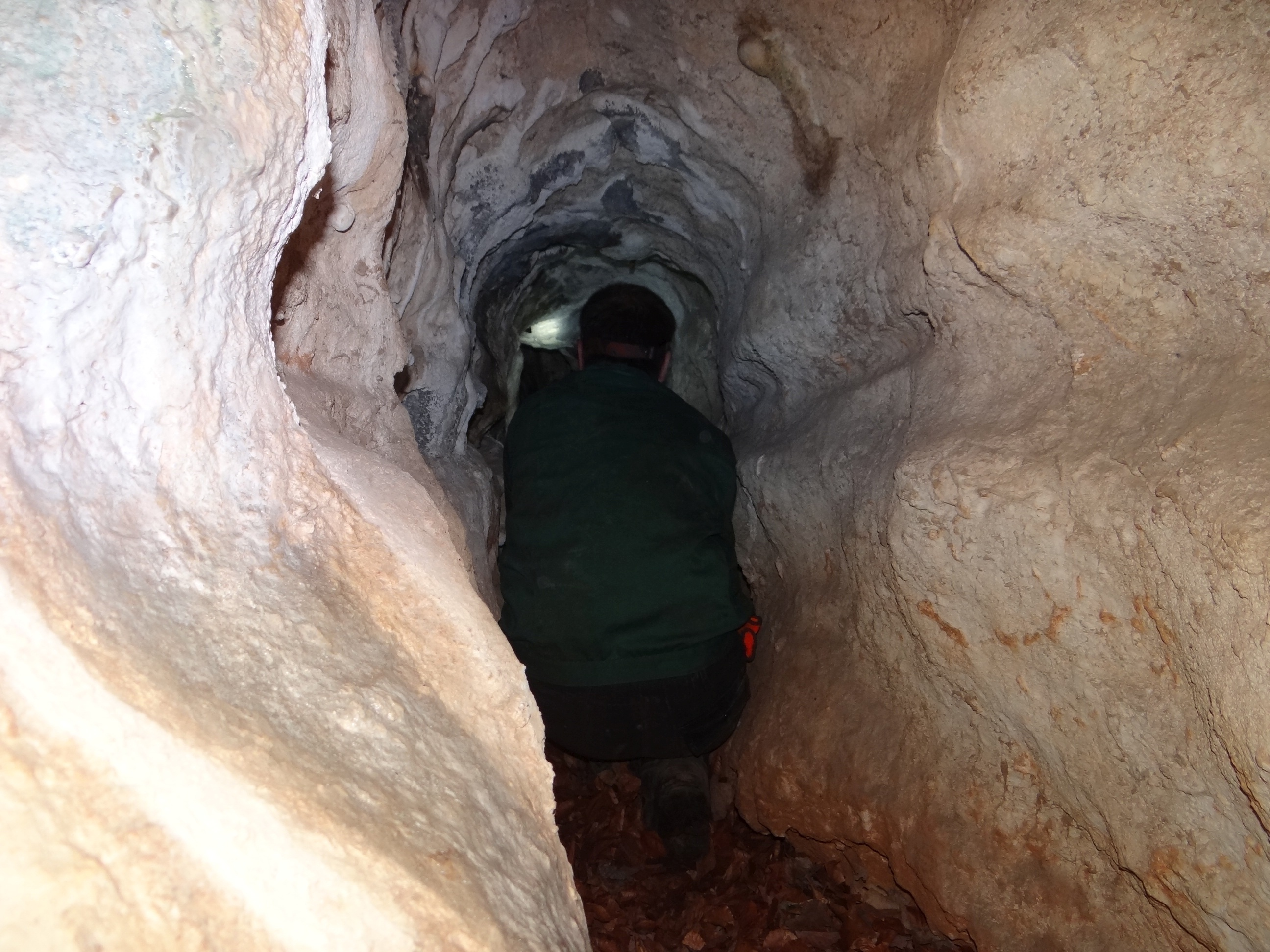
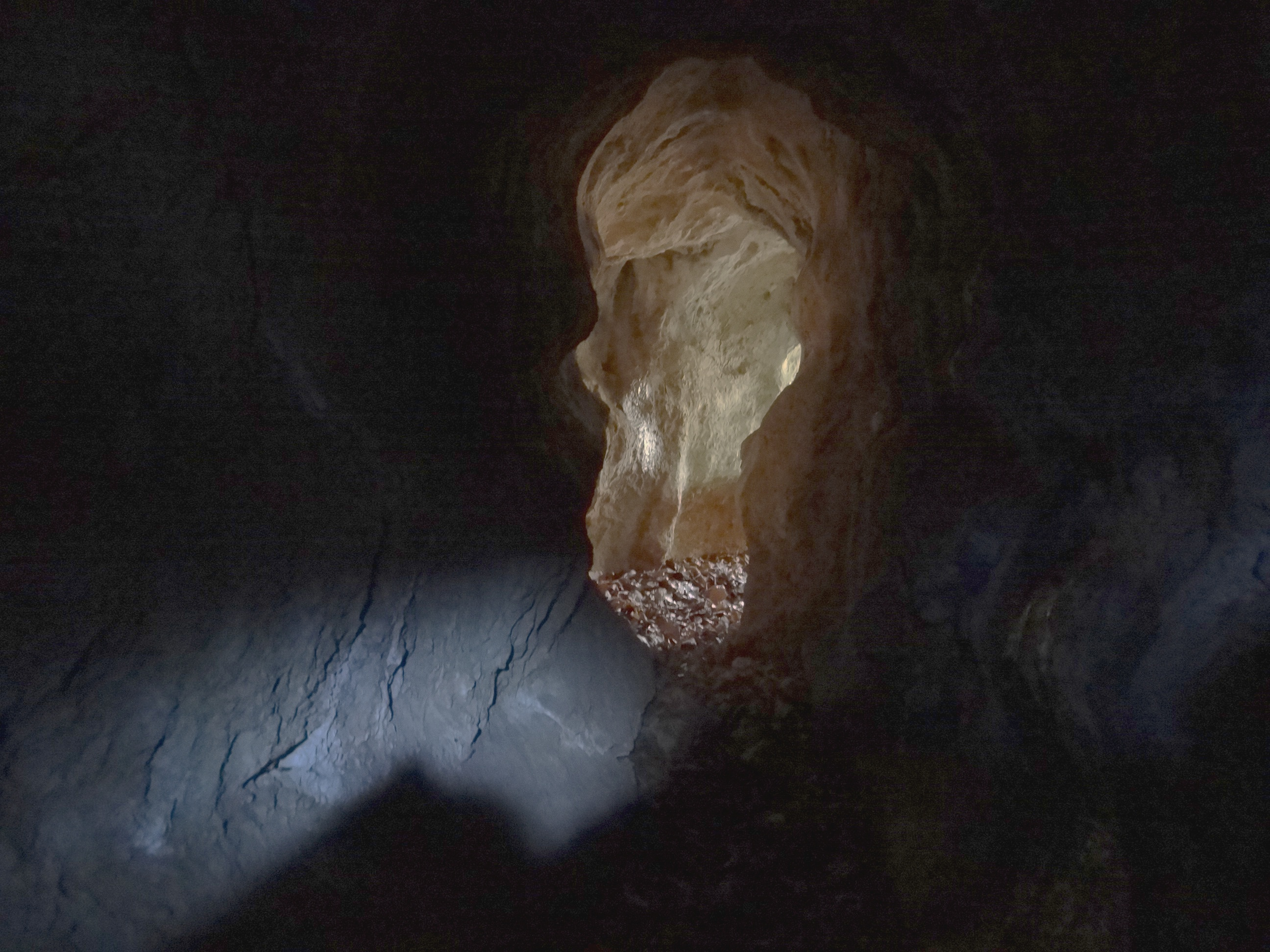
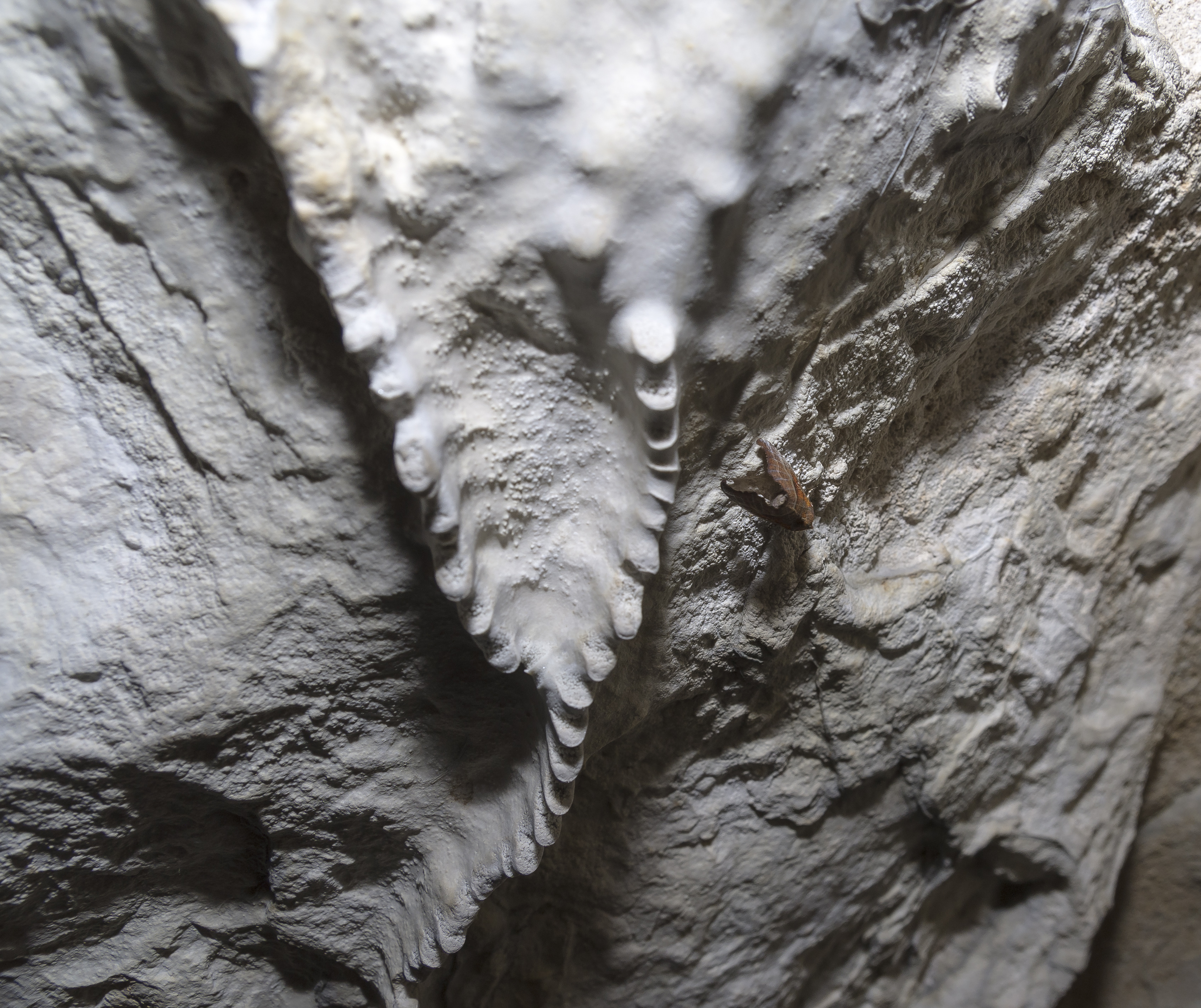
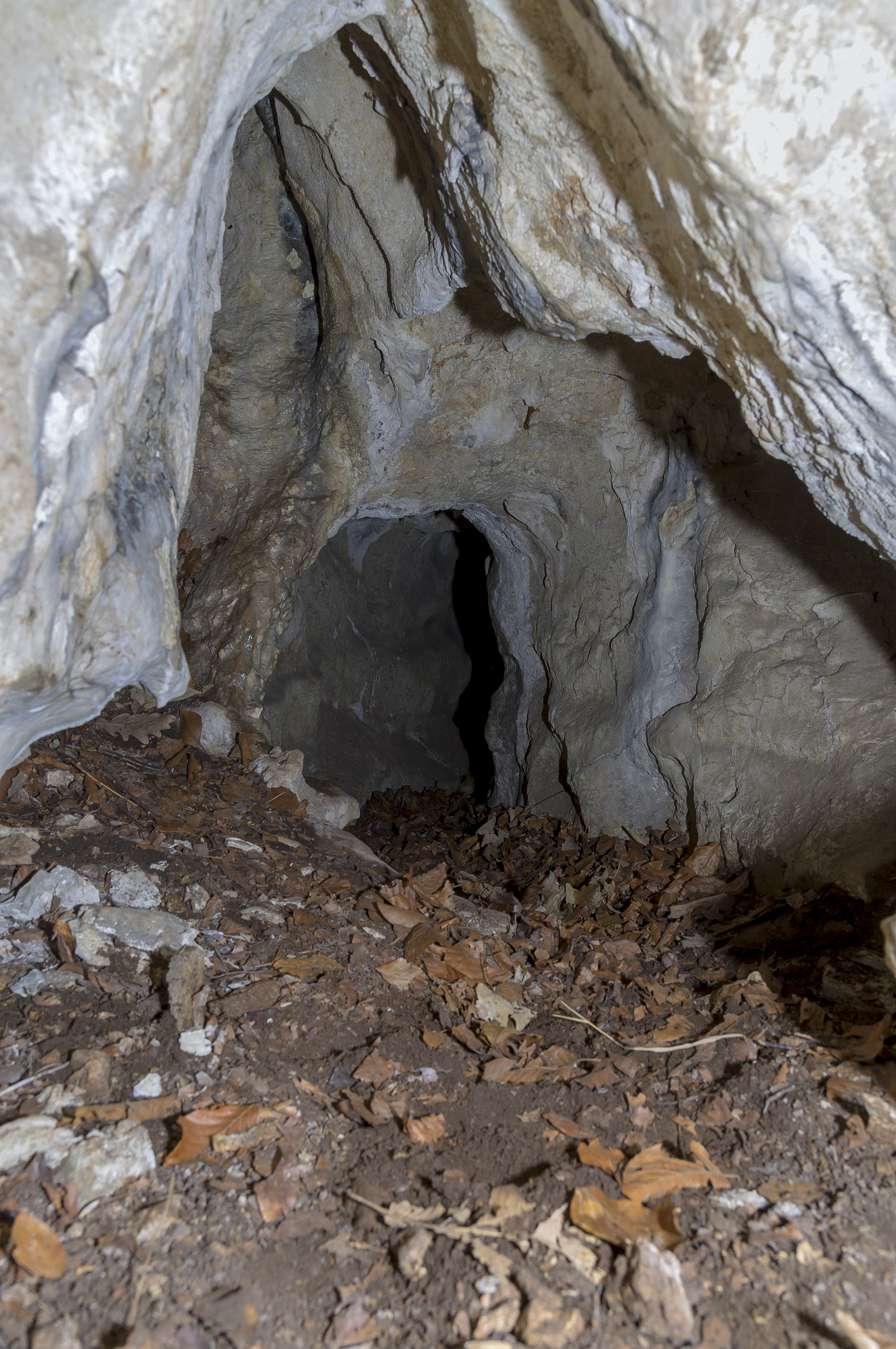
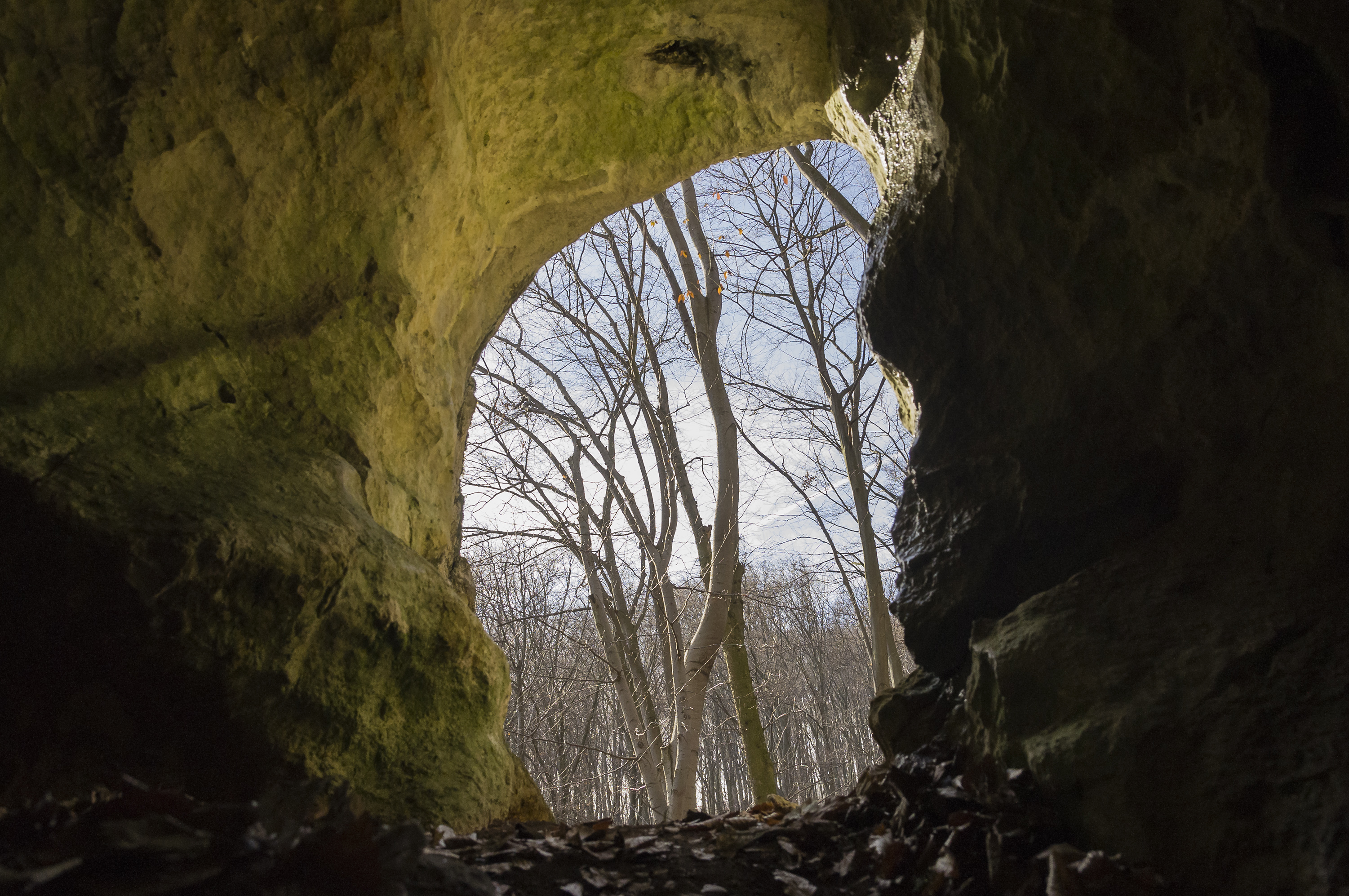
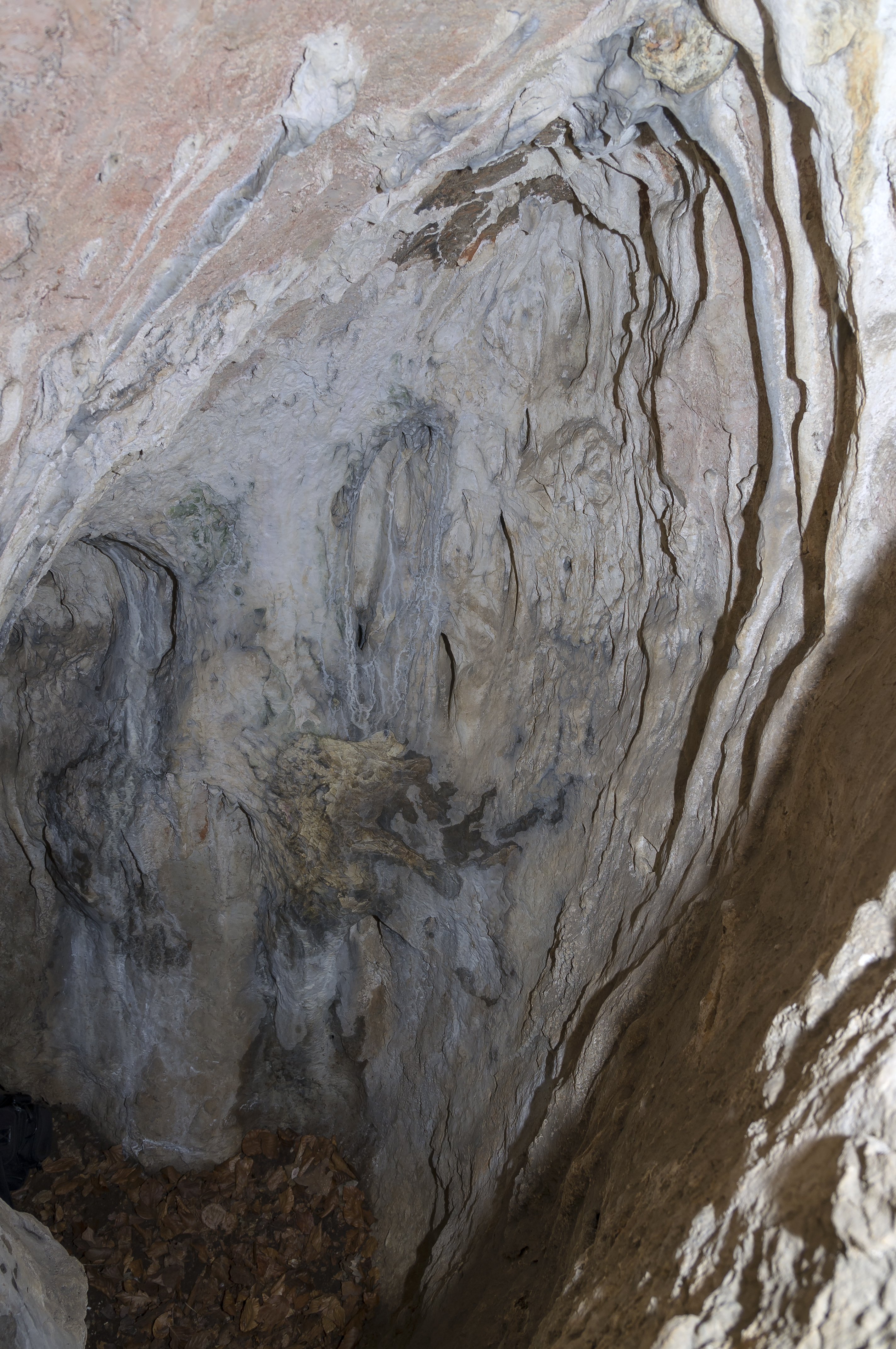
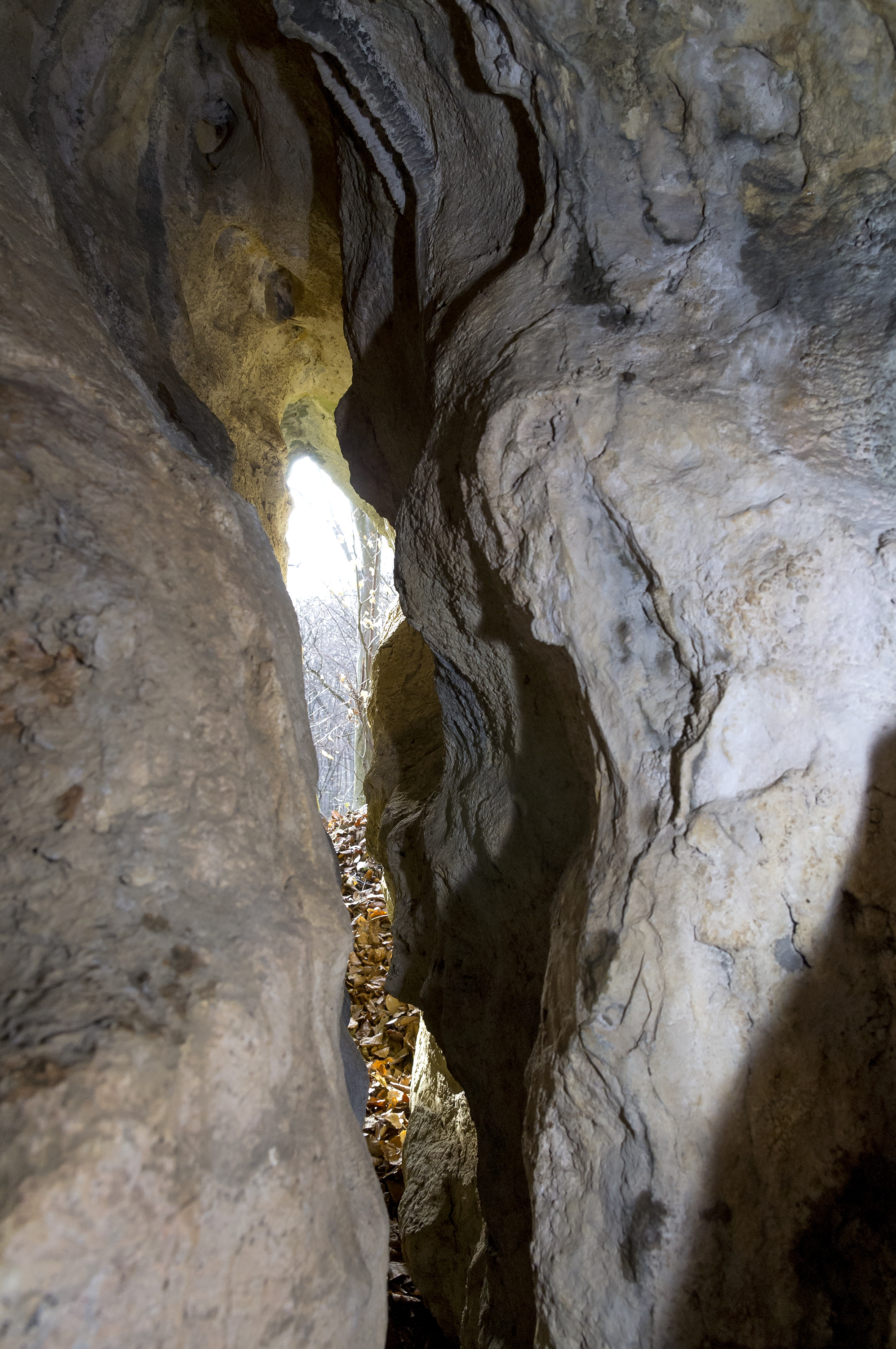
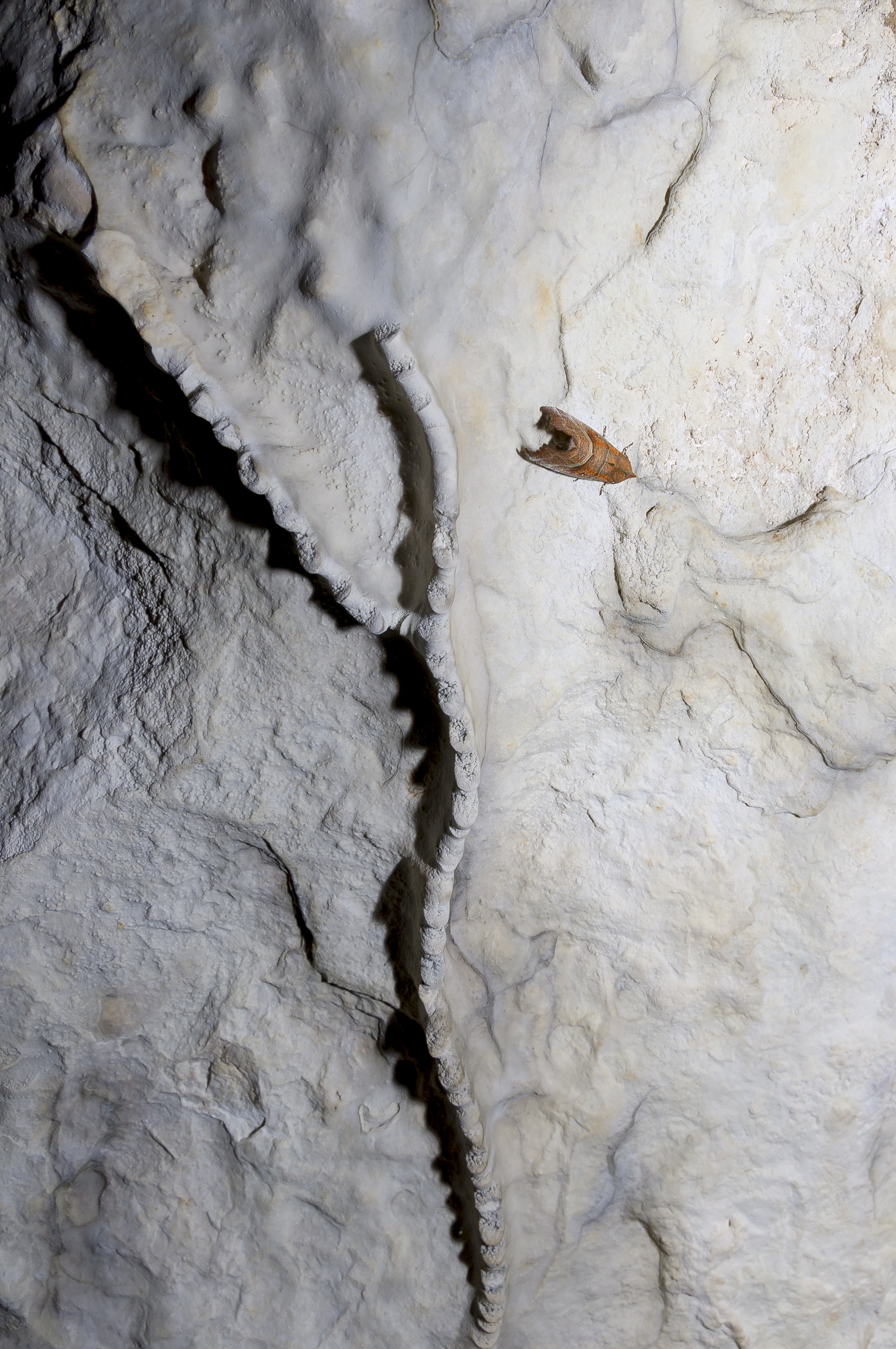

## Szlak turystyczny
żółta, geologiczna ścieżka edukacyjna w postaci zamkniętej pętli. Od parkingu w Dubiu Wąwozem Żarskim do Doliny Szklarki i z powrotem (inną trasą). 8 przystanków.